# 戸田ビルパートナーズ
戸田ビルパートナーズ株式会社（とだビルパートナーズ）は、東京都港区台場に本社を置く、ビルメンテナンスやマンション管理などの建築物管理事業を中心とする会社。戸田建設の100%子会社。

## 概要
ビル管理事業と建築事業を中心に、保険事業、不動産事業の4つの事業を行っている。
2020年に旧市立大宮図書館活用事業の事業者に決定した。旧大宮図書館は「Bibli（ビブリ）」という名称の複合施設に生まれ変わり、戸田ビルパートナーズが施設管理を行っている。
2023年から「生理の貧困対策」として生理用品の寄付をインソース主催のプロジェクトに行っている。

## 沿革
- 1962年 - 戸田建物株式会社設立[8]。
- 1964年 - 千代田土地建物株式会社へ商号変更、営業種目に保険代理業を追加[8]。
- 2003年 - 戸田不動産株式会社と合併[8]。
- 2014年 - 戸田リフォーム株式会社と合併、現社名へ変更[8][9]。
- 2022年 - 戸田建設との株式交換契約締結による完全子会社化[1]。
- 2023年 - トレードピアお台場に本社を移転[8][10]。

## 事業所
- 本社
  - 東京都港区台場2-3-1 トレードピアお台場21階
- 支店
  - 札幌支店（北海道札幌市中央区北2条東1-2-10 北2条ビル）
  - 仙台支店（宮城県仙台市青葉区一番町4-1-1 オークツリー一番町）
  - 名古屋支店（愛知県名古屋市東区泉1-22-22 TODA BUILDING名古屋）
  - 大阪支店（大阪府大阪市西区西本町1-13-47 新信濃橋ビル）
  - 広島支店（広島県広島市中区宝町1-20 宝町第一ビル）
  - 九州支店（福岡県福岡市中央区天神1-13-21 天神商栄ビル）

## 加入団体
- 全国ビルメンテナンス協会
- 東京ビルメンテナンス協会
- 東京都宅地建物取引業協会
- 東京都警備業協会
- 日本免震構造協会
- リファイニング建築・都市再生協会
- 東京都宅建協同組合
- 東京商工会議所
- 日鉄物産システム建築会